# بخش واشینگتن (شهرستان هاکینگ، اوهایو)
بخش واشینگتن (به انگلیسی: Washington Township) یک منطقهٔ مسکونی در ایالات متحده آمریکا است که در شهرستان هوکینگ، اوهایو واقع شده‌است.
 بخش واشینگتن ۹۶٫۷۳ کیلومتر مربع مساحت و ۱٬۲۹۴ نفر جمعیت دارد و ۳۱۳ متر بالاتر از سطح دریا واقع شده‌است.